# 清水次郎
清水 次郎（しみず じろう、1971年10月12日 - ）は、朝日放送（ABC）の元アナウンサー。退社後の2018年から、兵庫県で高等学校の教師を務めている。2022年10月18日から、兵庫県立西宮甲山高校硬式野球部の監督を兼務。

## 来歴
東京都狛江市の出身で、血液型はO型。
早稲田実業学校高等部から早稲田大学第一文学部（演劇専修）に進学。高校時代には硬式野球部に所属したが、レギュラーを取るまでには至らなかった。
大学卒業後の1994年に、アナウンサーとして朝日放送へ入社。同期には、アナウンサーの小縣裕介や、テレビプロデューサーの井口毅がいる。

### ABCアナウンサー時代
朝日放送に入社してからは、同期の小縣とともに、主にスポーツ実況を担当している。その一方で、1999年4月から2年間は、日曜昼の生ワイド番組『SUPER SUNDAY ガッチとジロー』（ABCラジオ）に、小縣と共にパーソナリティとして出演。清水は"ジロー"の愛称で親しまれた。
阪神タイガース戦の実況では、熱のこもった絶叫を随所で披露。高校時代に全国高等学校野球選手権大会で甲子園球場の土を踏めなかった自身の経験を背景に、全国大会の中継で実況を担当する際には、「甲子園で野球がしたい!」という言葉で高校球児たちの夢を代弁していた。2007年から2015年まで決勝のテレビ中継の実況を担当（後述）。
プロ野球の中継では、2001年以降、阪神甲子園球場での阪神×巨人戦を地上波（全国中継）で放送する際に実況を務めるなど主力として活躍。阪神の18年ぶりリーグ優勝につながった2003年9月15日、同球場の広島戦ラジオ中継や、阪神が出場した2003年・2005年・2014年の日本シリーズ中継など、大きな試合で実況を任される機会も年々増えていた（後述）。
2003年4月からは、阪神戦の中継に出演するかたわら、同球団の情報を扱うABCテレビの番組『虎バン』で2014年12月までナビゲーター（司会）を担当。2011年12月の時点では、小縣と共にスポーツアナウンサーのデスクも兼務していた。
野球のオフシーズンには、2007年から2年間、同局のスポーツアナウンサーでただ1人箱根駅伝実況中継（文化放送制作・NRNネット、ABCラジオでも放送）にリポーターで登場。ラグビーについても、ラジオ番組でのリポートや、テレビ中継での実況を担当することがあった。赤星憲広（元・阪神外野手、現在は野球解説者）とともにパーソナリティーを務める『赤星と次郎のオーライオーライ』（ABCラジオ）では、2010年度のオフシーズンに放送のラグビー情報コーナー「ムキムキ!ノーサイド劇場」において、ラグビーの魅力を伝えていた。
その一方で、2011年度以降は、通信教育で中学校・高校の教職課程を履修してきた。2016年中に中学校・高校の社会科教員免許取得の目途が立ったことから、同年3月末でアナウンサーとしての活動を終了。公立中学校（または公立高校）の社会科教師へ転身すべく、7月実施の教員採用試験を受ける目的で、6月に朝日放送を退社した（詳細後述）。ただし、退社前に収録したABCラジオ向けスポットCMの一部は、退社後も同局でしばらく放送されていた。

### 高校教師への転身
朝日放送からの退社後に兵庫県教育委員会の公立高校教員採用候補者選考試験を受験したところ、2016年9月28日に合格が発表された。2017年4月からは、社会科の教諭として兵庫県立西宮今津高等学校に着任。同校硬式野球部の顧問にも就任した。着任後は、世界史の授業も担当。2019年から硬式野球部の部長を務めている関係で、同年11月には、「甲子園塾」（日本高等学校野球連盟が若手指導者を養成する目的で年に1回開講している合宿形式の指導講習会）へ初めて参加した。

### 高校野球の監督へ
2021年春の人事異動で、硬式野球部のある兵庫県立西宮甲山高校に赴任。赴任1年目の2021年度にはソフトボール部で副顧問に就いていたが、硬式野球部の部長を経て、2022年10月18日から同部の監督を務めている。
その一方で、2023年には、朝日放送ラジオ（朝日放送退社後の2018年4月1日から同局のラジオ放送部門・免許を承継）の『おはパソ新春特番!～51歳の全力少年～』（1月1日の放送で2022年末に収録）に「清水次郎先生」としてゲストで出演。小縣がスポーツアナウンサーとしての活動と並行しながら2022年3月29日から毎週月 - 木曜日の早朝に担当している『おはようパーソナリティ小縣裕介です』（『おはパソ』）にとって初めての新春特別番組で、清水による朝日放送グループ制作番組への出演も退社後初めてである。

## 朝日放送アナウンサー時代の担当番組
テレビ・ラジオの全国高校野球選手権大会中継では、2015年まで、実況やインタビュアーを担当していた。2016年3月末で、すべての番組への出演を終了。翌月から朝日放送を退社するまでの期間には、有給休暇を消化しながら、教員採用試験への準備に専念していた。

### テレビ
- スーパーベースボール・サンテレビボックス席日曜ナイター - 2015年度まで、阪神戦中継を中心に、実況やリポーターを担当。 甲子園球場の阪神対読売ジャイアンツ戦など、テレビ朝日系列の全国ネット中継で実況する機会も多かった。
- J SPORTS STADIUM（J SPORTS、2009年度 - 2015年度） - オリックス・バファローズ主管試合中継の実況を不定期で担当
- おはよう朝日です 土曜日です - スポーツキャスター
  - 2016年3月28日（月曜日）には、母体番組の『おはよう朝日です』へ出演。アナウンサーとして最後のテレビ出演になったことから、視聴者に向けて朝日放送退社の挨拶を述べた[11]。
- 熱闘甲子園（2001・2002年度）ナレーター
- 速報!甲子園への道 - 新人時代にリポーター、後にキャスターを担当
- 食べて元気!ほらね - リポーター
- 虎バン（2003年4月 - 2014年12月） - 番組開始から11シーズンにわたってナビゲーターを担当
- ABC NEWS（不定期） - 主にスポーツアナウンサーとして活動していた2015年までは、プロ野球のシーズン中にも担当することがあった。

※地上デジタル放送完全移行の前には、アナログ放送終了の告知ナレーションを務めた。

### ラジオ
- ABCフレッシュアップベースボール - 主に阪神タイガース戦の実況・ベンチリポーターを担当。一時期ビジター地元局への裏送り中継（対阪神の交流戦以外のオリックス・バファローズ主催やABCが聴取率調査週間の際の阪神主催）については基本的に担当していなかったが（特に東北放送が裏送り依頼を中断した2009年以降）、2015年に再び担当した。
- SUPER SUNDAY ガッチとジロー（前述）
- ビューティーコンテンツ（金曜深夜）パーソナリティ
- ベストヒット80s（2008年4月28日未明に放送の特別番組）パーソナリティ
- 箱根駅伝中継リポーター（前述）
- 社会人ラグビー中継
- 元気イチバン!!ぶっちぎりプレイボール - プロ野球（阪神担当）・ラグビーのリポーターとして不定期に出演。
- 武田和歌子の野球にぴたっと。（2010年からの『ABCフレッシュアップベースボール』前座番組） - 実況・ベンチリポーター担当日を中心に、2015年まで出演。
- 赤星と次郎のオーライオーライ（2010年4月から2015年12月まで不定期で放送、2010年度のナイターオフ期間のみレギュラー化）- パーソナリティ
- 西浦達雄のエールを君に!（2012年度のナイターオフ番組） - パートナー
- 清水次郎のちょびっと（2015年12月7日 - 9日）
- スポーツにぴたっと。（2010年度以降のナイターオフ番組）- 2010年度は水・木曜パーソナリティ。2011年度以降は、パーソナリティ代理・パートナー・リポーターとして不定期で出演。『武田和歌子のぴたっと。』に組み込まれた2013年度以降も、2015年度まで出演を続けていた。
- Monday! SPORTS - JAM（2013 - 2015年、プロ野球シーズン中のみ） - 「虎スタ」（阪神タイガースの情報コーナー）へ月に1回のペースで出演。
- 清水次郎の虎たま! →　福本豊の虎たまデラックス!（2011年度 - 2015年度のナイターオフ番組、2013年度 - 2015年度のプロ野球シーズン中は『Monday! SPORTS - JAM』内の「虎スタ」に統合）- 2014年度までの『虎たま!』では単独でパーソナリティ、2015年度の『虎たまデラックス!』では福本豊のパートナーとして出演。テレビ・ラジオを通じて最後のレギュラー番組であった『虎たまデラックス!』最終回（2016年3月21日放送分）で、朝日放送を退社する旨を初めて正式に表明した[7]。
- ABCニュース（不定期）- 『ABC NEWS』と同様の勤務シフトで担当。2016年3月24日（木曜日）には、宿直勤務の一環で『おはようパーソナリティ道上洋三です』7時台のニュースを担当した後に、リスナーに向けて朝日放送退社の挨拶を述べた[7]。

## 主な実況実績
- プロ野球日本シリーズ実況3回
  - 2003年10月19日、阪神×ダイエー第2戦（福岡ドーム）のラジオ中継で担当。
  - 2005年10月26日、阪神×ロッテ戦（ロッテが第1戦からの4連勝でシリーズ制覇を決めた阪神甲子園球場での第4戦）のラジオ中継で担当。
  - 2014年10月25日、阪神×ソフトバンク第1戦（阪神甲子園球場）のテレビ中継で担当（シリーズで実況を任された試合で阪神が唯一勝利）。
- 2003年9月15日、阪神対広島戦および、試合後に阪神の18年振りセ・リーグ優勝が決まった瞬間を、甲子園球場からラジオ中継向けに実況。
- 2012年10月9日、阪神対DeNA（阪神・金本知憲選手の引退試合として甲子園球場で開催）および、試合後に催された金本の引退セレモニーでラジオ中継の実況を担当。
- 2013年10月14日、セ・リーグクライマックスシリーズファーストステージ第2戦・阪神対広島をテレビ中継で実況[注 2]。この年限りでの現役引退を表明していた桧山進次郎（阪神外野手）が敗色濃厚の9回裏2死1塁での代打起用（現役最終打席）でキャム・ミコライオから本塁打を放った直後には、「22年間の思いを込めて、タイガースファンへの感謝を込めて、打倒巨人への希望を込めて・・・桧山進次郎のひと振り、ライトスタンドへ消えた。2ランホームラン!! だからタイガースファンは、この男を神様と呼んだ!!」と絶叫した[12][注 3]。
  - ※朝日放送・毎日放送の協力で2015年に制作・発売された『球団創設80周年 阪神タイガース総選挙DVD』（阪神コンテンツリンク）には、バックスクリーン3連発（1985年）に次ぐ「もう一度見たいあの名場面」部門の2位として、このシーンの映像（ABCテレビ制作分）が清水の実況と共に収録。朝日放送テレビの協力で2020年に公開された阪神タイガース創立85周年記念ドキュメンタリー映画『TIGERS THE MOVIE 阪神タイガース THE MOVIE～猛虎神話集～』（製作：『TIGERS THE MOVIE』製作委員会、配給：KADOKAWA）でも、「（八木裕に次ぐ阪神の）代打の神様」としての桧山の活躍を紹介するパートに使われている。
- 全国高校野球選手権大会中継（1995年 - 2015年）
  - 1995年8月6日、第77回大会、越谷西対龍谷戦のラジオ中継で実況デビュー。
  - 1998年8月20日、第80回大会準々決勝第1試合、PL学園対横浜戦のラジオ中継で延長17回の激闘を実況。
  - 2006年8月20日・21日、第88回大会決勝・駒大苫小牧対早稲田実戦を、引き分け再試合を含めてラジオ中継で実況。
  - 2007年から2015年までは、基本として決勝戦のテレビ中継で実況を担当（07'広陵×佐賀北、08'常葉菊川×大阪桐蔭、10'興南×東海大相模、11'光星学院×日大三、12'大阪桐蔭×光星学院、13'前橋育英×延岡学園、14'三重×大阪桐蔭、15'仙台育英×東海大相模）。2010年の第92回大会では興南、2012年の第94回大会では大阪桐蔭による春夏連覇達成の瞬間を伝えた。2009年の決勝戦では、大会の直後から『NEWSゆう+』のメインキャスターへ専念することが決まっていた小縣にテレビ中継の実況担当を譲る格好で、ラジオ中継を担当。
- 2003年・2004年、全日本大学女子駅伝でABC放送センターでの総合実況を担当。
- 2007年1月2日・3日、箱根駅伝（文化放送をキーステーションにしたラジオ全国中継）で、ABCアナウンサーとして初めて中継所のリポートを担当。2008年まで務めたうえで、退社後の2018年まで、自身と同じく関東地方出身のスポーツアナウンサー（山下剛　→　高野純一　→　平岩康佑）が担当を引き継いでいた。

## 人物
- 趣味は草野球、読書、一人旅など。プライベートでは、『ABCミュージックパラダイス』のパーソナリティや2003年の高校野球中継（いずれもABCラジオで放送）のスタンドリポーターを務めたタレント（当時）の山崎美和と、2006年12月9日に結婚した。後に、美和は（結婚後の本名である）「清水美和」名義で、気象予報士として同局の天気予報を担当。結婚後に2児（いずれも男児）を出産している[7]。
- 関西出身の両親の影響もあって、少年時代からの阪神ファンであることを公言[13]。当時は、「阪神タイガース子どもの会」に入るかたわら、真弓明信を特に応援していた。ちなみに、朝日放送アナウンサーとして阪神戦の実況を初めて務めた富山アルペンスタジアムからのラジオ中継（1996年6月23日の広島対阪神戦）[7]には、真弓が同局の野球解説者として清水と共演している。
- 2008年のプロ野球シーズンには、阪神甲子園球場の阪神戦で葛城育郎がお立ち台に上がるたびに、テレビ・ラジオ中継のヒーローインタビュアーとして「勝利の雄叫び」を催促。これをきっかけに、両手を挙げながら「ウォー!」と絶叫することが、葛城の代名詞になった[14]。
- 2014年7月31日（ABCでは8月1日未明）に放送された『雨上がり決死隊のトーク番組アメトーーク!』（テレビ朝日制作）の特集「高校野球大大大好き芸人」では、清水の氏名および顔写真を出したうえで、実況を担当した第89回全国高等学校野球選手権大会決勝戦・佐賀北対広陵の試合の実況音源を「スゴい試合」の一例として紹介した[15]。
- 柳沢慎吾の大ファンで、清水が担当したある番組のゲストに柳沢が出演した際、マシンガントークを目の当たりにし、最後にお決まりの「いい夢見させてもらったよ、あばよ!」を生で聞くことができ、感激したとホームページのプロフィールに綴っている[16]。
- 好きな歌手は浜田省吾や、全国高等学校野球選手権大会中継のテーマソングを長年提供してきた西浦達雄。ラジオでは西浦初のレギュラー番組であった『西浦達雄のエールを君に』では、西浦のパートナーを務めた。また、『ヒーロー HOLDING OUT FOR A HERO』（麻倉未稀による『Holding Out for a Hero』日本語カバー曲、TBS系列でかつて放送されたラグビードラマ『スクール☆ウォーズ』の主題歌）も好きで、『赤星と次郎のオーライオーライ』では「ムキムキ!ノーサイド劇場」（前述）のテーマソングに使っていた。
- 2011年からはマラソンに挑戦。3月6日開催の第31回篠山ABCマラソン大会では、初出場ながら4時間31分36秒で完走を果たした。
- 朝日放送のスポーツアナウンサーとして後輩アナウンサーを指導する立場になってからは、実況技術の指導中に、同じことを繰り返し注意する傾向があったという。清水も、「しつこい性格」であることを自認している[7]。
- 2016年3月にアナウンサーから教師へ転身する意向を明かした際には、少年少女に関する事件をアナウンサーとしてニュースで伝える機会が増えるにつれて、「『まだ子ども』といえる世代が加害者や被害者になる前に、どうにかならなかったのだろうか」という思いが強まっていたことを告白。「マスメディアの世界で働く者として、『子どもたちに貢献する方法がある』と思っていたが、『どうしても（貢献するには）遠い』と感じていた。『子どもたちにできること』を改めて自問した末に、『教師になる』という結論を導き出した」とも述べている[7]。ちなみに、アナウンサー時代に『スポーツニッポン』の企画で山口良治（『スクール☆ウォーズ』の主人公・滝沢賢治のモデル）と対談した際には、京都市立伏見工業高等学校で体育教師やラグビー部の総監督を務めていた山口から「子どもが加害者になるのは、夢がないから。夢や理想や希望を持っている子は輝いている。だからこそ、教師は夢や希望を（子どもたちに）語ってあげて欲しい」とのエールを授かっていた[2]。また、『おはパソ新春特番!～51歳の全力少年～』にゲストで出演した際には、アナウンサー時代にプライベートで偶然耳にした『タガタメ』（Mr.Children）の歌詞に感化されたことを「高校教師への転身を考えるきっかけ」に挙げている。
  - 大学時代に教員免許を取得していなかったため、2011年秋から4年間にわたって、通信教育の教職課程を履修。教員免許取得の目途が立ったことに加えて、妻の美和が教師への転身を応援する意思を示したこと[7]から、「中途半端になるのは野球に対して失礼」との思いで退路を断つことを決意した。ちなみに美和は、清水が高校教師に転身してからも、現姓の「清水美和」名義で気象予報士として活動している。
  - 教師への転身について、高校野球の中継・取材などを通じて親交の深い山下智茂（星稜高等学校野球部名誉監督、元・監督）へ相談したところ、「下積みの末に（アナウンサーとしての）今の地位がある」という理由で反対された。しかし、後に「『お金が残らなくても、人が残る職業』という点で、教師は素晴らしい」という金言を掛けられている[6]。さらに、清水から兵庫県公立高校教員採用試験への合格を知らされると、「土壇場で諦めなかった清水さんの執念だ。奥様に感謝しなさい」という言葉で清水夫妻を労った[8]。ちなみに、転身後に西宮今津高校硬式野球部の部長として参加した「甲子園塾」でも、塾長の山下から指導を受けている。
  - 転身の意向を明かした際には、「（前述した）『しつこい性格』が教育現場ではプラスに働くことや、『他人を笑顔にしたり幸せにできたりする力』が子どもに必ずあることを信じているので、そのような力を子どもたちと一緒にしつこく探せるような先生になりたい」「甲子園で出会った（高校野球の）監督の方々のように、思春期の生徒と本気で向き合いたい」という抱負を披露。その一方で、「『子どもの頃から好きな阪神や高校野球に携われる』という夢のような日々を送ってきたので、阪神戦や高校野球を実況できなくなることは寂しい」という表現で、スポーツアナウンサーの仕事に対する愛着が依然として深いことも示した[7]。
  - 朝日放送を退社直後の2016年7月16日にテレビ朝日系列で放送された『夏のアメトーーーーク 高校野球大大大大好き芸人 栄冠は君に輝くスペシャル』では、アナウンサー時代の2008年に担当した第90回全国高等学校野球選手権記念大会のテレビ中継で、町田友潤（常葉菊川高校の二塁手として出場）による高校生の域を超えた華麗な守備を「（町田が守る）セカンドに打ってしまえば（打者が塁に出る）望みはありません」などと実況した映像を紹介。プレゼンター（紹介役）のかみじょうたけしが、「高校野球の監督になることを目標にアナウンサーを辞めた」という表現で、清水の近況を伝えた[17]。
    - 清水自身は、放送から6年3ヶ月後の2022年10月に、教諭として勤務している兵庫県立西宮甲山高校で高校野球（硬式野球部）の監督へ初めて就任[1]。就任に際しては、わずか15人の部員を前に、甲子園球場での全国大会への出場を本気で目指すことを宣言した[2]。

  - 退社後に受験した兵庫県の公立高校教員採用試験では、筆記試験や面接に加えて、模擬授業も経験。「元アナウンサーとしてのアドバンテージは、人前でしゃべるのに緊張しないことだけ」とのことで、面接では、想定外の質問に苦し紛れで答える場面もあったという。ちなみに、合格の直後には、「高校時代に出会う大人の存在は重要。生徒と毎日真剣勝負で向き合いながら、生徒に寄り添う先生になりたい」というコメントを寄せた[8]。